# Subaru Kimura
Subaru Kimura (木村 昴?, Kimura Subaru; Lipsia, 29 giugno 1990) è un attore, doppiatore e cantante giapponese con cittadinanza tedesca.
Nato in Germania da madre giapponese e padre tedesco, vive a Tokyo, dove lavora come doppiatore rappresentato dalla Atomic Monkey.
È conosciuto per essere il doppiatore ufficiale di Gian nella serie animata Doraemon e nei film ad essa correlati, dall'aprile 2005 e per essere dal 2024 la seconda voce del personaggio in Franky di One Piece in seguito al ritiro di Kazuki Yao.

## Ruoli
- One Piece (1999 - in corso), Franky (2^ voce)
- Doraemon (serie del 2005, 2005 - in corso) e film correlati, Takeshi Goda
- Tanken Bakumon (2012), Narratore
- Mawaru Penguindrum (2011), Kanba Takakura, Penguin 1
- Kuroko's Basket (2012), Papa Mbai Siki
- Code: Breaker (2012), Heike Masaomi
- Gundam Build Fighters (2013), Alan Adams
- Kindaichi shōnen no jikenbo (2014), Daisuke Kujiraki
- Psycho-Pass 2 (2014), Ogino
- Ping Pong (2014), Manabu Sakuma
- Black Bullet (2014), Takuto Yasuwaki
- Assassination Classroom (2015), Ryōma Terasaka[1]
- Dance with Devils (2015), Mage Nanashiro
- Sekko Boys (2016), Jiro Sandajima, Agrippa, Dionysos
- Bubuki Buranki (2016), Sōya Arabashiri
- Assassination Classroom - Seconda stagione (2016), Ryōma Terasaka
- Kagewani II (2016,) Jōji Honma
- Haikyu!! - L'asso del volley (2016), Satori Tendō[2]
- Le bizzarre avventure di JoJo: Vento Aureo (2018-2019), Pesci
- Jujutsu kaisen - Sorcery Fight (2020-....), Aoi Todo
- Record of Ragnarok (2021), Raiden Tameemon, Tarokichi Seki (giovane)
- Super ladri (2021), Sammy Diesel
- Onimusha (2023), Goro-Maru
- Furusato Japan (2007), Gonji Abe
- Psycho-Pass - Il film (2015), Sem
- Doubutsu Sentai Zyuohger (2016), Bowlingen
- City Hunter The Movie: Angel Dust (2023), Esparda
- The World Ends with You (2007), Bito "Beat" Daisukenojo
- Kingdom Hearts 3D: Dream Drop Distance (2012), Bito "Beat" Daisukenojo
- Granblue Fantasy (2014), J.J., Takeshi Goda, Aoi Todo
- Kingdom Hearts HD 2.8 Final Chapter Prologue (2017), Aced
- Fire Emblem Heroes (2017), Vyland, Balthus
- Shin Megami Tensei: Strange Journey Redux (2017), Zeus
- WarioWare Gold (2018), 18-Volt, Mr. Sparkles
- Soulcalibur VI (2018), Hwang Seong-gyeong
- Kingdom Hearts III (2019), Aced
- Fire Emblem: Three Houses (2019), Balthus
- Borderlands 3 (2019), Balex
- The King of Fighters for Girls (2019), Ryo Sakazaki
- Disney: Twisted Wonderland (2020), Sam
- Final Fantasy VII Remake (2020), Kotch
- NEO: The World Ends with You (2021), Bito "Beat" Daisukenojo
- WarioWare: Get It Together! (2021), 18-Volt
- Shin Megami Tensei V (2021), Zeus
- Fire Emblem Warriors: Three Hopes (2022), Balthus
- JoJo's Bizarre Adventure: All Star Battle R (2022), Pesci
- Star Ocean: The Divine Force (2022), Raymond Lawrence
- Infinity Strash - Dragon Quest: The Adventure of Dai (2023), Galdandy
- Star Ocean: The Second Story R (2023), Raymond Lawrence
- WarioWare: Move It! (2023), 18-Volt
- Jujutsu Kaisen Cursed Clash (2024), Aoi Todo
- Final Fantasy VII Rebirth (2024), Kotch
- Raidou Remastered: The Mystery of the Soulless Army (2025), voci addizionali
- The 100, Lincoln
- Bad News Bears - Che botte se incontri gli Orsi, Mike Engelberg
- Il libro della vita, Manolo Sánchez
- Dallas, Tommy Sutter
- Empire, Jamal Lyon
- Ender's Game, Dink Meeker
- Fantastic 4 - I fantastici quattro, Reed Richards/Mr. Fantastic
- Frankenstein's Army, Sergei
- Fury, Lt. Parker
- The Gallows - L'esecuzione, Ryan Shoos
- Get Smart, Lloyd
- Kingsman: Secret Service, Gary "Eggsy" Unwin
- Megamind, Hal Stewart/Tighten
- Pac-Man e le avventure mostruose, Skeebo
- RWBY, Cardin Winchester
- Spider-Man: Across the Spider-Verse (Spider-Punk/Hobie Brown)
- Stanley, Lionel Griff
- Testament of Youth, Edward Brittain
- Violet Evergarden, Spencer Marlborough
- Voice of Fox, Janyao
- Sonic - Il film 2, Knuckles
- The First Slam Dunk, Hanamichi Sakuragi
- Jujutsu kaisen 0 - Il film, Aoi Todo
- Suicide Squad Isekai, King Shark

### Doppiaggio
- Sonic - Il film 2, Knuckles, Sonic 3 - Il film (Knuckles (Idris Elba)